# دی‌ان‌اف (نرم افزار)
دندیفاید یام (به انگلیسی: Dandified YUM) که به اختصار دی‌ان‌اف نیز گفته می‌شود، نسخه نسل بعدی یام است.
دی‌ان‌اف یک سامانه مدیر بسته برای توزیع‌ های لینوکس مبتنی بر آر‌پی‌ام است که با فدورا ۱۸ در سال ۲۰۱۳ معرفی شد. 
دی‌ان‌اف از فدورا ۲۲ در سال ۲۰۱۵  و ردهت اینترپایز لینوکس ۸، مدیر بسته پیش‌فرض بوده است.
کمبودهای موجود در یام شامل عملکرد ضعیف، استفاده زیاد از حافظه و کندی وضوح وابستگی تکراری آن است. دی‌ان‌اف از libsolv و یک external dependency resolver استفاده می‌کند. 
دی‌ان‌اف وظایف مدیریت بسته را به‌علاوه آر‌پی‌ام انجام می دهد و از کتابخانه‌های مختلف پشتیبانی می‌کند.
این مدیر بسته در ابتدا با زبان برنامه‌نویسی پایتون نوشته‌ شده‌ بود، اما تا تاریخ ۲۰۱۶  تلاش‌هایی برای انتقال آن به زبان برنامه‌نویسی سی و انتقال بیشتر قابلیت‌ها از کد پایتون به کتابخانه جدید libdnf در حال انجام است. libdnf هم‌اکنون توسط پکیج‌کیت، سیستم بسته توزیع-آگنوستیک لینوکس استفاده می‌شود، حتی اگر کتابخانه بیشتر ویژگی‌های دی‌ان‌اف را نداشته‌باشد. 

## لینک های خارجی
- وبگاه رسمی